# استرپتوکوک سوبرینوس
استرپتوکوک سوبرینوس، کوکسی گرم مثبت، کاتالاز منفی، غیر متحرک و بی هوازی است که در جنس استرپتوکوک قرار گرفته‌است. این باکتری از نظر خویشاوندی، ارتباط نزدیکی با استرپتوکوک موتانس دارد. استرپتوکوک سوبرینوس در پلاک‌های دندانی دیده شده‌است و موجب ایجاد آبسه و دندان درد در کودکان می‌شود. مصرف زیاد مواد قندی موجب تکثیر باکتری و خرابی دندان‌ها خواهد شد.
استرپتوکوک سوبرینوس با تولید گلوکان از سوکروز با استفاده از آنزیم گلوکوزیل ترانسفراز به سطح مینای دندان‌ها می‌چسبد. گلوکان به مانند پوششی (پلاک) از باکتری محافظت می‌کند و موجب اتصال آن به دندان می‌شود. سپس باکتری با متابولیسم بی‌هوازی گلوکز، اسید لاکتیک تولید می‌کند. اسید لاکتیک نیز موجب خرابی مینای دندان می‌شود.